# 张家塬乡
张家塬乡，是中华人民共和国宁夏回族自治区吴忠市同心县下辖的一个乡镇级行政单位。

## 行政区划
张家塬乡下辖以下地区：
范堡子村、海棠湖村、犁花咀村、汪家塬村、张家塬村、折腰沟村、驼骆崾岘村和苏家岭村。